# Tillbedjan av guldkalven
Tillbedjan av guldkalven (franska: L'Adoration du Veau d'or) är en oljemålning av den franske barockkonstnären Nicolas Poussin. Den målades omkring 1633–1634 och är sedan 1945 utställd på National Gallery i London.

## Motiv
Målningen skildrar Gamla testamentets (Andra Moseboken 32:4) berättelse om Mose. Han ledde israeliternas uttåg ur Egypten och den följande ökenvandringen mot Kanaan. På vägen stannade israeliterna vid Sinai där Mose ensam gick upp på berget för att av Herren ta emot två stentavlor med de tio budorden. Under hans frånvaro klagade israeliterna och bad Moses bror Aron att han skulle göra en bild av deras Gud som de kunde tillbe. Av deras guldringar göt Aron då en avgudabild i form av en guldkalv (som i Poussins målning påminner om den fornegyptiske guden Apis). När Mose kom ned från berget fick han se israeliterna offra till och dansa kring guldkalven. I vredesmod slog han sönder tavlorna och förstörde avgudabilden. Uppe till vänster i målningen är Mose och Josua avbildade; Aron i vit klädnad står till höger om guldkalven.

## Proveniens
Tillsammans med Röda havets delning utgör Tillbedjan av guldkalven ett par som beställdes av Amadeo del Pozzo, markis av Voghera och kusin till Poussins mecenat Cassiano dal Pozzo. Tavlorna bytte senare ägare ett antal gånger och 1741 hamnade de i England hos sir Jacob Bouverie vars son blev förste earl av Radnor. De var därefter i samma familjs ägo fram till 1945 då paret auktionerades ut och för första gången hamnade hos olika ägare. Tillbedjan av guldkalven inköptes av National Gallery för 10 000 pund efter bidrag från Art Fund medan Röda havets delning ropades in av National Gallery of Victoria i Melbourne. 
På National Gallery är tavlan utställd med Poussins Herdarnas tillbedjan (1633–1634). De båda målningarna vandaliserades 2011, men har kunnat restaureras.

## Relaterade målningar

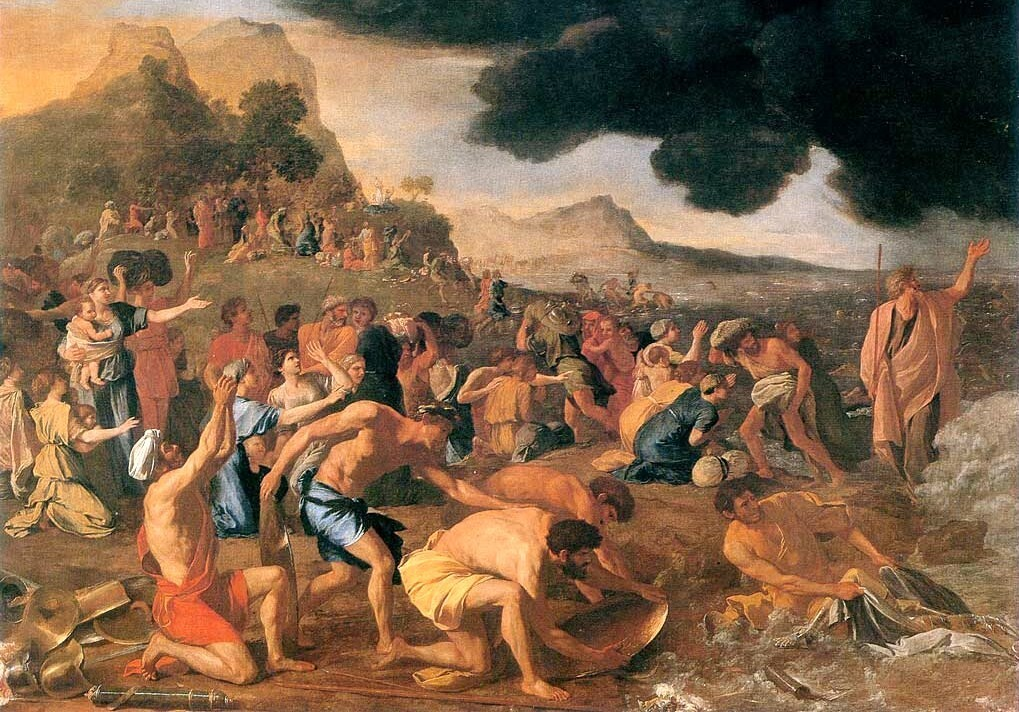
Poussins Röda havets delning från 1632–1634, National Gallery of Victoria i Melbourne.
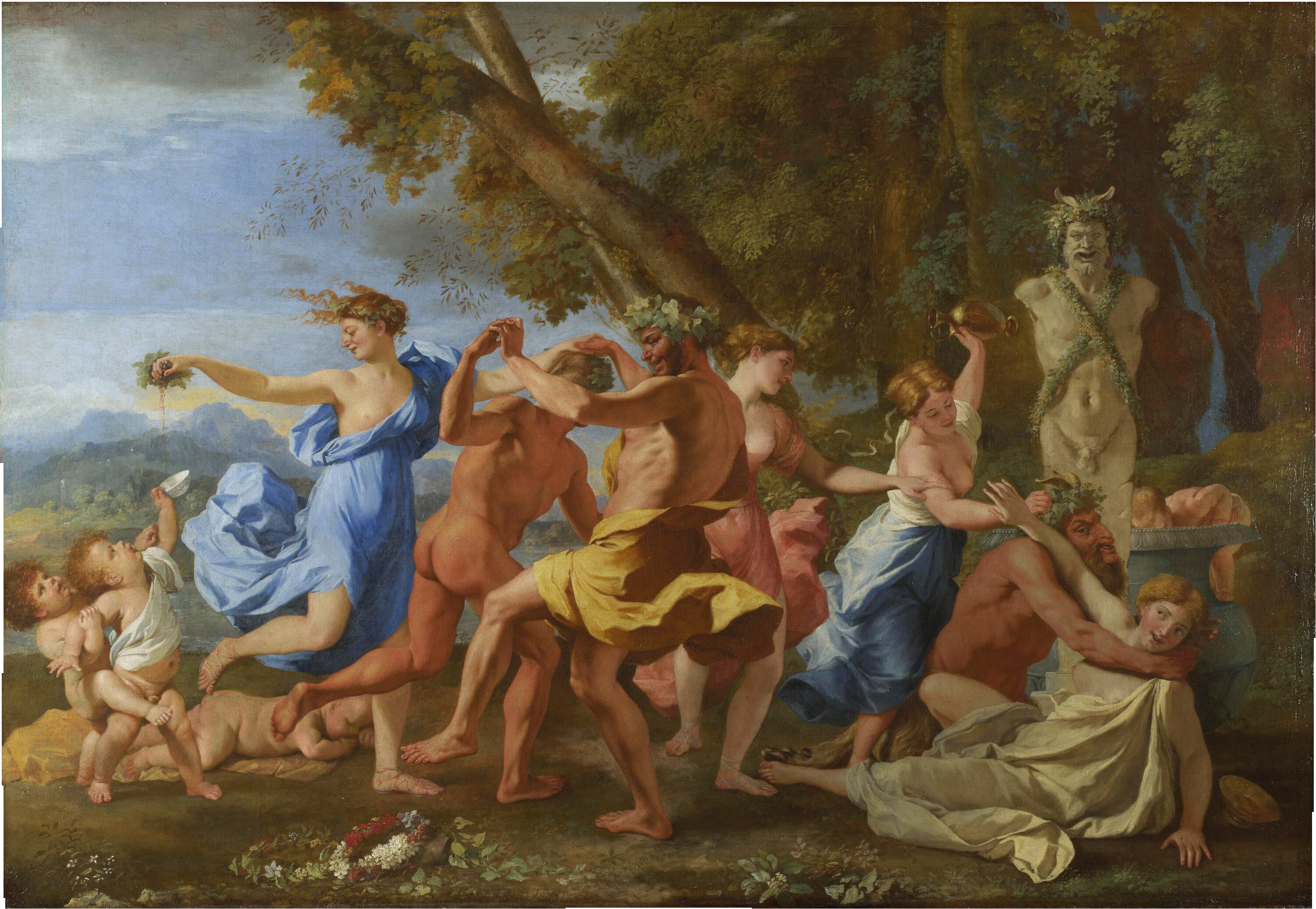
Poussins Backanal framför Pans staty från 1632–1633 föreställer också avgudadyrkan och är också utställd på National Gallery.
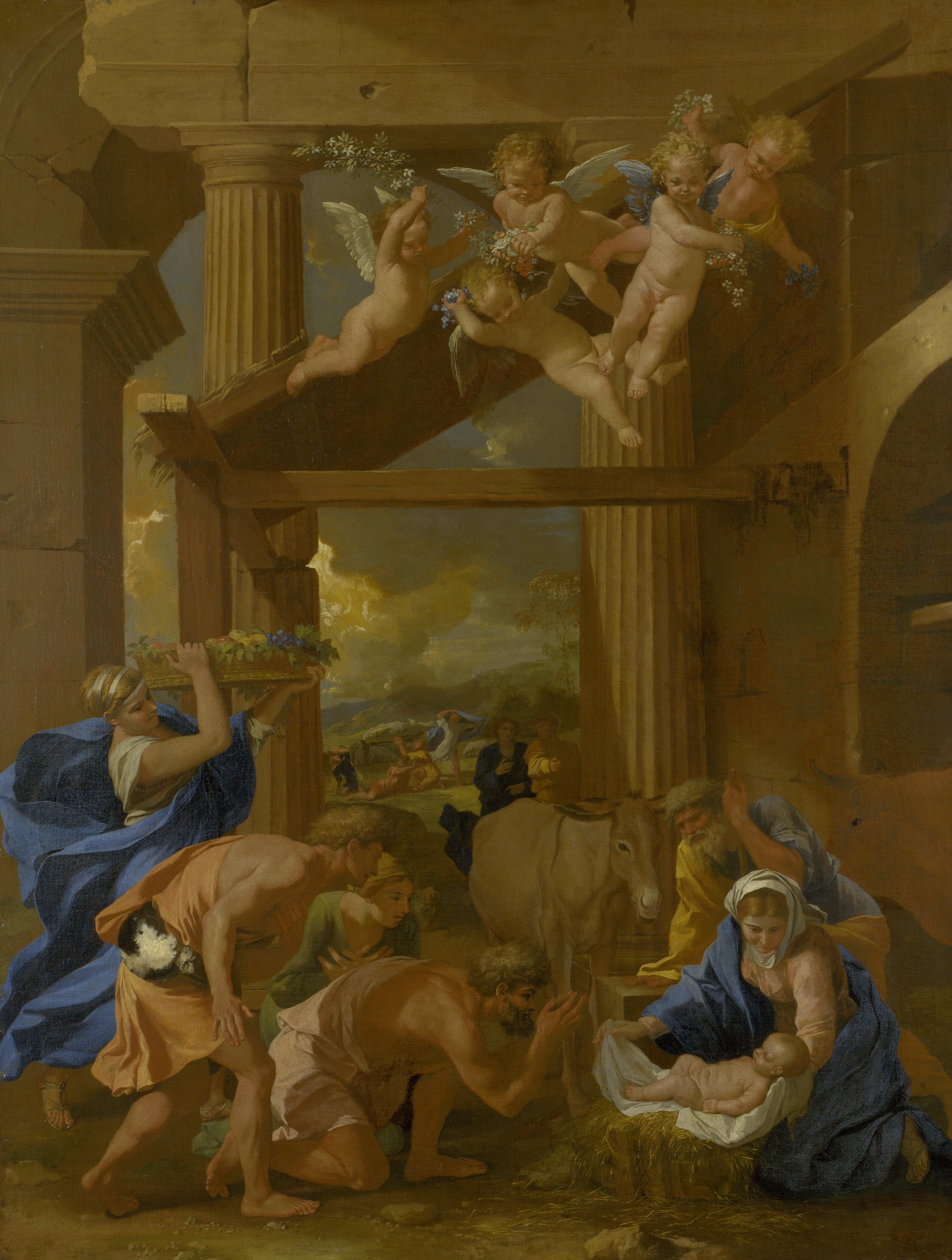
Poussins Herdarnas tillbedjan (1633–1634), National Gallery.